# Colombier, Loire
Colombier là một xã trong tỉnh Loire miền trung nước Pháp.